# NGC 99
NGC 99 (również PGC 1523 lub UGC 230) – galaktyka spiralna (Sc/P), znajdująca się w gwiazdozbiorze Ryb. Odkrył ją Édouard Jean-Marie Stephan 8 października 1883 roku.